# 金秉乾
金秉乾（16世紀—1629年），字元甫，號墨菴，湖廣荆州府江陵縣人，明朝政治人物。

## 生平
萬曆三十七年（1609年）己酉科湖廣鄉試舉人，四十七年（1619年）己未成進士，選庶吉士。天启元年（1621年）授翰林院检讨，魏忠贤用事，力請終養。家居七年，與諸同志為文酒之會，絶口不道時事。崇禎初，以清望擢用，起升左赞善，歷司经局洗马、經筵講讀，晉詹事府少詹事，崇祯二年以勞瘁終。贈禮部尚書，蔭一子。

## 家族
曾祖金堂。祖父金赤。父金鳴武。

## 引用
1. ↑  《萬曆四十七年己未科進士履歷》：金秉乾，墨菴，易三房，辛卯九月初四日生。江陵县人，己酉二十一，会二百十三，三甲八十九。囗囗政，改庶吉士，辛酉授检讨，戊辰升左赞善，司经局洗马，升右春坊右庶子，己巳卒。
2. ↑  崇禎元年六月癸丑，陞錢士升為詹事府少詹事兼翰林院侍讀學士、左春坊左贊善金秉乾為司經局洗馬；起補原任吏部騐封司員外徐大相原官。
3. ↑  崇禎元年十二月，陞徐光啟、太子賓客孔貞運、何吾騶、金秉乾俱詹事府少詹事；丁進左庶子，以日講勞也。
4. ↑  《荆州府志》